# Вулиця Суворова (Київ, Дарницький район)
Ву́лиця Суво́рова — вулиця в Дарницькому районі міста Києва, місцевість Бортничі. Пролягає від вулиці Лісної до вулиці Івана Дяченка. 
До вулиці Суворова прилягає провулок Ніни Строкатої і перетинає Демидівська вулиця. 

## Історія
Вулиця почала формуватися на межі 1930-1940-х років. Імовірно, від початку мала сучасну назву на честь російського полководця О. В. Суворова.
У червні 2022 року експертна група рекомендувала Київській міській раді перейменувати вулицю Суворова та назвати на честь українського археолога, професора Ярослава Пастернака (1892–1969).